# Secretaría Presidencial de la Mujer (Guatemala)
La Secretaría Presidencial de la Mujer (SEPREM), funciona bajo la dirección inmediata del Presidente de la República ,como entidad asesora y coordinadora de políticas públicas para promover el desarrollo integral de las mujeres guatemaltecas, la equidad para la igualdad entre hombres y mujeres y el fomento de una cultura democrática. Son funciones de la Secretaría Presidencial de la Mujer las siguientes:
a) Promover la plena participación de las mujeres en el desarrollo del país y la igualdad real y efectiva entre hombres y mujeres.
b) Velar por la observancia y aplicación de los preceptos constitucionales, leyes ordinarias, tratados y convenios internacionales que se refieran a la mujer, así como velar por el cumplimiento de los compromisos asumidos por el Estado de Guatemala en los organismos e instancias internacionales y en los Acuerdos de Paz.
c) Planificar, asesorar, promover y dar seguimiento a las políticas, planes, programas y proyectos dirigidos a las mujeres, debiendo verificar y evaluar su efectiva ejecución.
d) Promover, fortalecer y desarrollar iniciativas gubernamentales en beneficio del desarrollo económico, social, cultural y político de las mujeres, propiciando la coordinación interinstitucional necesaria.
e) Incentivar la realización de estudios e investigaciones sobre la situación y condición de las mujeres en la sociedad guatemalteca, así como la adecuada difusión, recopilación y sistematización de la información existente sobre estos temas.
f) Realizar el análisis de la legislación vigente con el propósito de promover las reformas pertinentes y la eliminación de aquellas normas que tengan efectos desiguales entre hombres y mujeres.
g) Fomentar una cultura de respeto mutuo entre hombres y mujeres, que propicie las relaciones de equidad, solidaridad y fraternidad.
h) Representar al Gobierno de la República de Guatemala, en las actividades nacionales e internacionales referentes al tema de la mujer, su participación y desarrollo.
i) Las inherentes a la implementación de sus objetivos y fines, de acuerdo a las directrices del Presidente de la República.

## Misión
Institución gubernamental responsable de asesorar y coordinar acciones de política pública para institucionalizar en el Estado, la equidad entre hombres y mujeres.

## Visión
Para el año 2022, la SEPREM está posicionada como institución asesora y coordinadora en la implementación de acciones de política pública, relacionadas con la equidad entre hombres y mujeres en el sector público, y ha sentado las bases para transformar las brechas de inequidad en la sociedad guatemalteca.

## Enlace Externo
- Secretaría Presidencial de la Mujer

- Datos: Q6123167